# Lagoa da Conceição (distrito)
Lagoa da Conceição é um distrito da cidade de Florianópolis, capital do Estado brasileiro de Santa Catarina cuja sede se localiza na divisão entre as duas partes da lagoa de mesmo nome. Foi criado pela Provisão Régia de 7 de junho de 1750.

## História

### Pré-História
Existem vários sambaquis em torno da lagoa. Pode-se citar um na Costa da Lagoa, outro no Canto dos Araçás, ambos semi-destruídos pela ocupação desordenada, e outro, o mais famoso, na Ponta das Almas. Este último foi estudado por pesquisadores da Universidade Federal de Santa Catarina.

### Fundação
Em 19 de junho de 1750 foi criada oficialmente a freguesia de Nossa Senhora da Conceição da Lagoa, uma das mais antigas do estado (fonte: Instituto Histórico e Geográfico de Santa Catarina (IHGSC)). Os sinos da capela da Lagoa, situada no morro do Assopra, foram doados pelo imperador Dom Pedro II quando de sua visita em 1845. A freguesia é uma das três mais antigas da ilha de Santa Catarina. Havia muitos engenhos de cana de açúcar e de mandioca em torno da Lagoa, principalmente na Costa da Lagoa, considerada um dos celeiros da ilha. A riqueza da região fez com que surgissem muitas construções em estilo colonial português: sobrados e pequenas casas. Mas há também alguns exemplos de arquitetura francesa, no "casarão" que abrigou o equipamento de rádio, situado no centro da freguesia e que hoje aloja um centro de atividades culturais. Curioso é que este casarão era abastecido por uma fonte de água situada no morro, protegida por uma pequena construção que segue exatamente o mesmo estilo arquitetônico.

## Geografia
A Lagoa tem uma área de 19,71 km². Divide-se em duas partes: a Lagoa de Dentro, ao sudoeste, e a Lagoa de Fora, ao nordeste. Estas duas partes são separadas por um estreito no qual foi construída uma ponte que liga as margens do leste a do oeste.

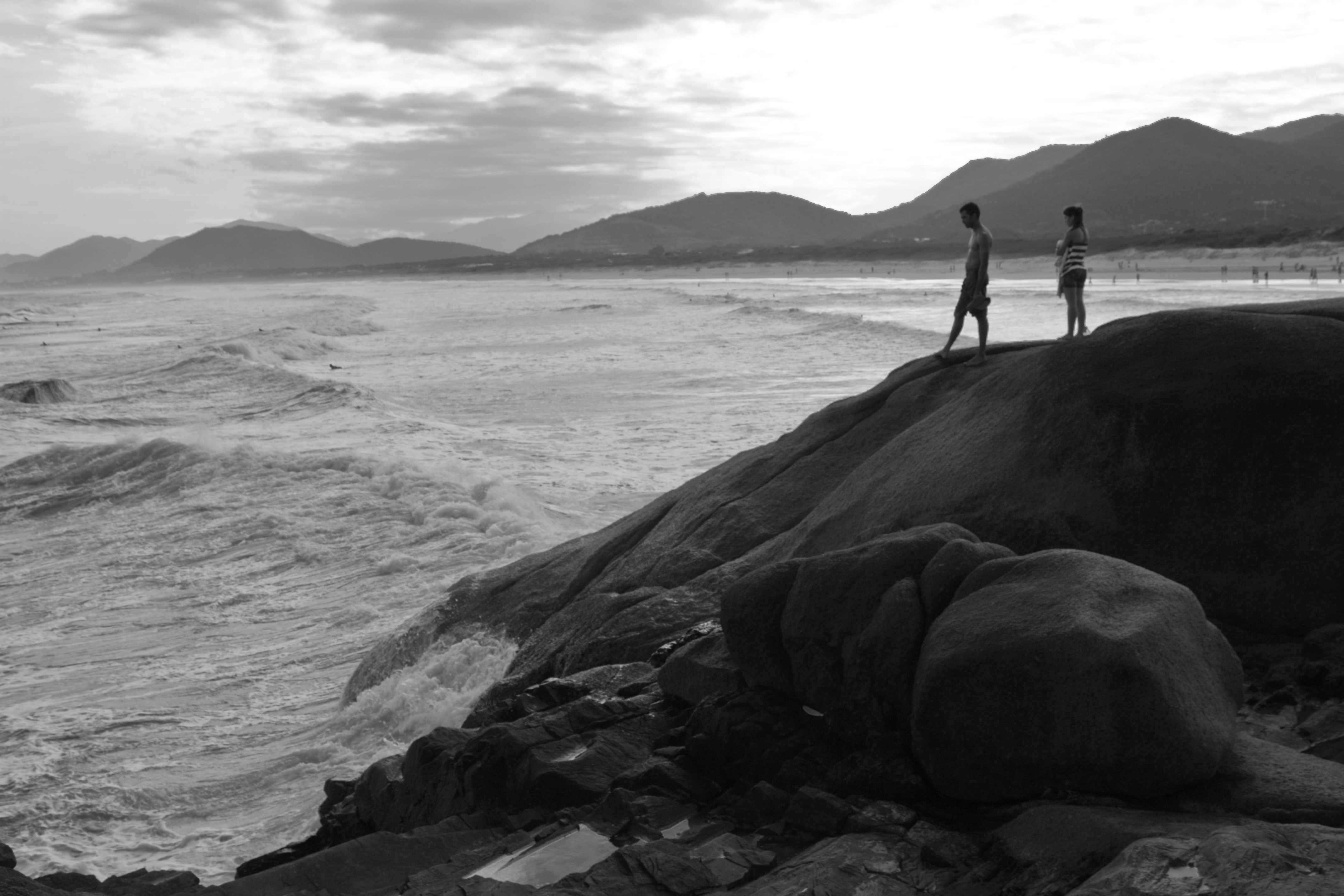
Praia da Joaquina

No extremo norte da Lagoa da Conceição deságua o rio das Capivaras. Nas margens noroeste, onde predominam os morros, na Costa da Lagoa, há inúmeras pequenas praias intercaladas por pequenos costões. Existem pequenas proeminências de areia. Muitos córregos descem dos morros e deságuam na Lagoa. Mais ao sul, no Canto dos Araçás, há uma ponta de areia chamada Ponta das Almas onde há um Sambaqui. Ainda mais ao sul a planície entre a lagoa e os morros se alarga. É onde está situado o estreito onde foi construída a ponte que separa as lagoas de fora e de dentro. Nesta última a planície arenosa atinge suas maiores proporções. Depois, em sentido sul principia a diminuir, até encontrar novamente os morros. Após o Morro do Badejo, no extremo sul, volta a encontrar as planícies arenosas, desta vez a planície de entre-mares, que separa o centro-norte da Ilha de Santa Catarina do sul. Ao leste ocorrem as dunas, das quais é separada por uma estrada asfaltada, até chegar novamente à ponte. Deste ponto em diante a margem forma um ângulo reto, em sentido leste com as dunas ao sul, até encontrar as montanhas que a separam em parte do Oceano Atlântico. Estas montanhas são divididas em dois maciços, entre os quais há uma depressão que a ligava ao mar em tempos antigos. Após o segundo maciço corre o canal que atualmente a liga ao mar através da Barra da Lagoa. Graças a esta ligação com o mar, a "lagoa" é, na verdade, uma laguna. Após o canal a restinga a separa do mar até o extremo norte.

### Subdivisões
A sede do distrito também é chamada de "Freguesia da Lagoa". As outras localidades do distrito são:
- Canto da Lagoa;
- Costa da Lagoa;
- Praia da Joaquina;
- Retiro da Lagoa;
- Porto da Lagoa;

A área total do distrito é de 55,28 km².

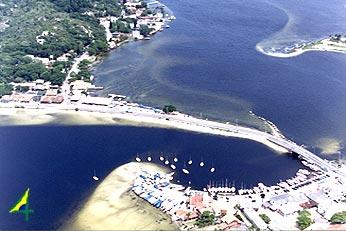
A ponte que separa a Lagoa de Dentro (acima) da Lagoa de Fora (embaixo) À esquerda o início da Avenida das Rendeiras e em cima o início da rua Osni Ortiga. À direita a ponte, antes da qual fica o "centrinho" da Freguesia da Lagoa.

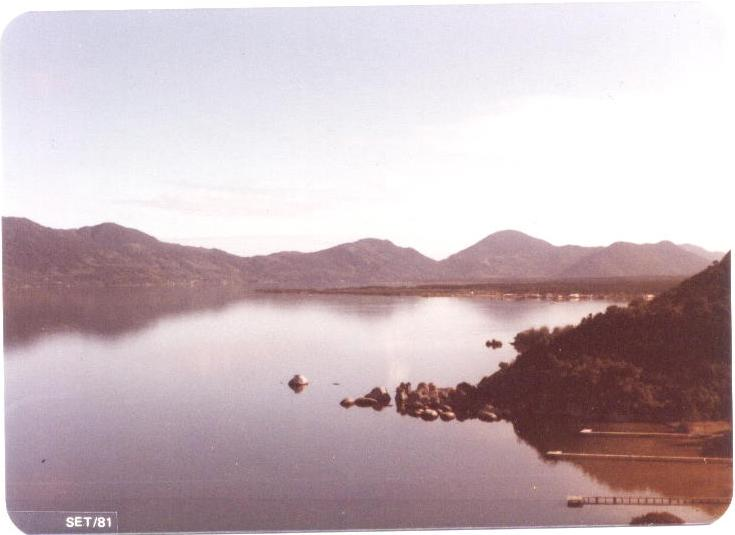
A Lagoa da Conceição em dia de calmaria, vendo-se os morros da Costa ao fundo, à esquerda. Em primeiro plano à direita o morro que desce para a Fortaleza. Após, a planicie do Parque Estadual do Rio Vermelho e ao fundo o Saquinho.

Ao redor da Lagoa existem diversas localidades. O centro (também chamado "centrinho" para diferenciá-lo do centro da cidade de Florianópolis) é chamado "Freguesia". Além da freguesia há o Canto da Lagoa (na Lagoa de Dentro), o Retiro da Lagoa (ao sudeste da Lagoa de Fora, ao fim da Avenida das Rendeiras) e a Costa da Lagoa (a margem oeste da Lagoa de Fora). A Barra da Lagoa e sua região próxima, como a Praia Mole e a Galheta, se tornaram um distrito a parte em 1995.
A população do distrito é de cerca de 9.846 habitantes, segundo o Censo de 2022. A localidade tem vida noturna intensa, há muitos bares e restaurantes, principalmente os especializados em frutos do mar. No verão são constantes os congestionamentos na Avenida das Rendeiras (que dá acesso as Praia da Joaquina, Mole e a Barra da Lagoa) e na rua Osni Ortiga.
O turismo é o ponto forte do distrito e a maior parte das atividades gira em torno da gastronomia. Há também o comércio de artesanato, principalmente as tradicionais rendas de bilro, comércio este que se concentra na Avenida das Rendeiras. Além do comércio e do turismo, a Lagoa atualmente cada vez mais se torna um polo cosmopolita de negócios e de assistência à saúde, incluindo clínicas especializadas e profissionais qualificados de várias áreas da saúde, tais como: médico, dentista, psicólogo.
Na Praia da Joaquina, nacionalmente famosa, são realizadas competições dos campeonatos de surfe, válidos para o campeonato mundial.

## Áreas protegidas e ecoturismo
A região também apresenta grandes e importantes áreas naturais, protegidas por lei, que fomentam o ecoturismo local. Entre as mais visitadas, estão:
- As belas paisagens do Parque Natural Municipal das Dunas da Lagoa da Conceição, ao lado da famosa Avenida das Rendeiras.
- As trilhas pela Mata Atlântica dos morros da Costa da Lagoa, área tombada por lei.
- As trilhas do Parque Estadual do Rio Vermelho, na margem nordeste da Lagoa.